# Девід Екгольм
Карл Девід Екгольм (швед. Karl David Ekholm нар. 16 січня 1979  Ексгард, Гагфорс, Швеція) — шведський біатлоніст, срібний призер чемпіонату світу з біатлону 2009 року в змішаній естафеті, учасник та переможець етапів кубка світу з біатлону. В 2010 році одружився з відомою шведською біатлоністкою Геленою Юнссон.

## Виступи на Олімпійських іграх
| Рік  | Місце проведення | Інд | Спр | Пр | МС | Ест |
| 2006 | Турин            | 35  | 37  | 38 |    |     |

## Виступи на чемпіонатах світу
| Рік  | Місце проведення     | Інд | Спр | Пр | МС | Ест | ЗМ |
| 2004 | Обергоф              | 90  | 59  | 40 |    | 6   |    |
| 2005 | Гохфільцен           | 64  |     |    |    | 7   |    |
| 2007 | Антхольц-Антерсельва | 52  |     |    |    | 7   |    |
| 2008 | Естерсунд            |     | 25  | 39 |    | 6   |    |
| 2009 | Пхьончхан            | 5   |     |    | 22 |     | 2  |

## Кар'єра в Кубку світу
Девід почав займатися біатлон у 1993 році, з 2002 року виступав за національну збірну. Його найкращим особистим досягненням на етапах Кубка світу є 5 місце в індивідуальній гонці, яке він показав на чемпіонаті світу Пхьончхані.
- Дебют в кубку світу — 21 березня 2002 року в спринті в Осло — 75 місце.
- Перше попадання в залікову зону — 10 грудня 2006 року в спринті в Гохфільцені — 28 місце.
- Перший подіум — 6 січня 2005 року в естафеті в Обергофі — 1 місце.
- Перша перемога — 6 січня 2005 року в естафеті в Обергофі — 1 місце.
- Останній виступ — 20 березня 2010 року в персьюті в Осло — 54 місце.

## Загальний залік в Кубку світу
- 2005-2006 — 62-е місце (29 очок)
- 2006-2007 — 67-е місце (20 очок)
- 2007-2008 — 69-е місце (23 очки)
- 2008-2009 — 54-е місце (110 очок)

## Статистика стрільби
| № п/п | Сезон     | Загальна        | Індивідуальна гонка | Спринт        | Гонка переслідування | Мас-старт     | Естафета      |
| ----- | --------- | --------------- | ------------------- | ------------- | -------------------- | ------------- | ------------- |
| 1     | 2001-2002 | 80,0%(8/10)     | 0,0% (0/0)          | 80,0% (8/10)  | 0,0% (0/0)           | 0,0% (0/0)    | 0,0% (0/0)    |
| 2     | 2002-2003 | 74,1% (40/54)   | 70,0% (14/20)       | 80,0% (16/20) | 0,0% (0/0)           | 0,0% (0/0)    | 71,4% (10/14) |
| 3     | 2003-2004 | 74,4% (122/164) | 80,0% (32/40)       | 61,7% (37/60) | 82,5% (33/40)        | 0,0% (0/0)    | 83,3% (20/24) |
| 4     | 2004-2005 | 72,1% (132/183) | 72,5% (29/40)       | 77,1% (54/70) | 55,0% (11/20)        | 0,0% (0/0)    | 71,7% (38/53) |
| 5     | 2005-2006 | 78,0% (231/296) | 78,3% (47/60)       | 77,5% (62/80) | 83,0% (83/100)       | 0,0% (0/0)    | 69,6% (39/56) |
| 6     | 2006-2007 | 80,2% (186/232) | 85,0% (34/40)       | 78,8% (63/80) | 81,7% (49/60)        | 0,0% (0/0)    | 76,9% (40/52) |
| 7     | 2007-2008 | 77,2% (190/246) | 85,0% (17/20)       | 81,3% (65/80) | 73,3% (88/120)       | 0,0% (0/0)    | 76,9% (20/26) |
| 8     | 2008-2009 | 80,7% (263/326) | 85,0% (68/80)       | 84,4% (76/90) | 71,0% (71/100)       | 95,0% (19/20) | 80,6% (29/36) |
| 9     | 2009-2010 | 78,6% (136/173) | 80,0% (48/60)       | 78,8% (63/80) | 80,0% (16/20)        | 0,0% (0/0)    | 69,2% (9/13)  |